# Holoholo (peuple)
Pour les articles homonymes, voir Holoholo.
Ne doit pas être confondu avec Holo (peuple).
Les Holoholo (ou Holo-Holo, ou Baholoholo, ba étant la marque du pluriel) forment un peuple d'Afrique centrale et orientale, présents en République démocratique du Congo, dans la province du Katanga, et en Tanzanie, à proximité du lac Tanganyka.

## Langue

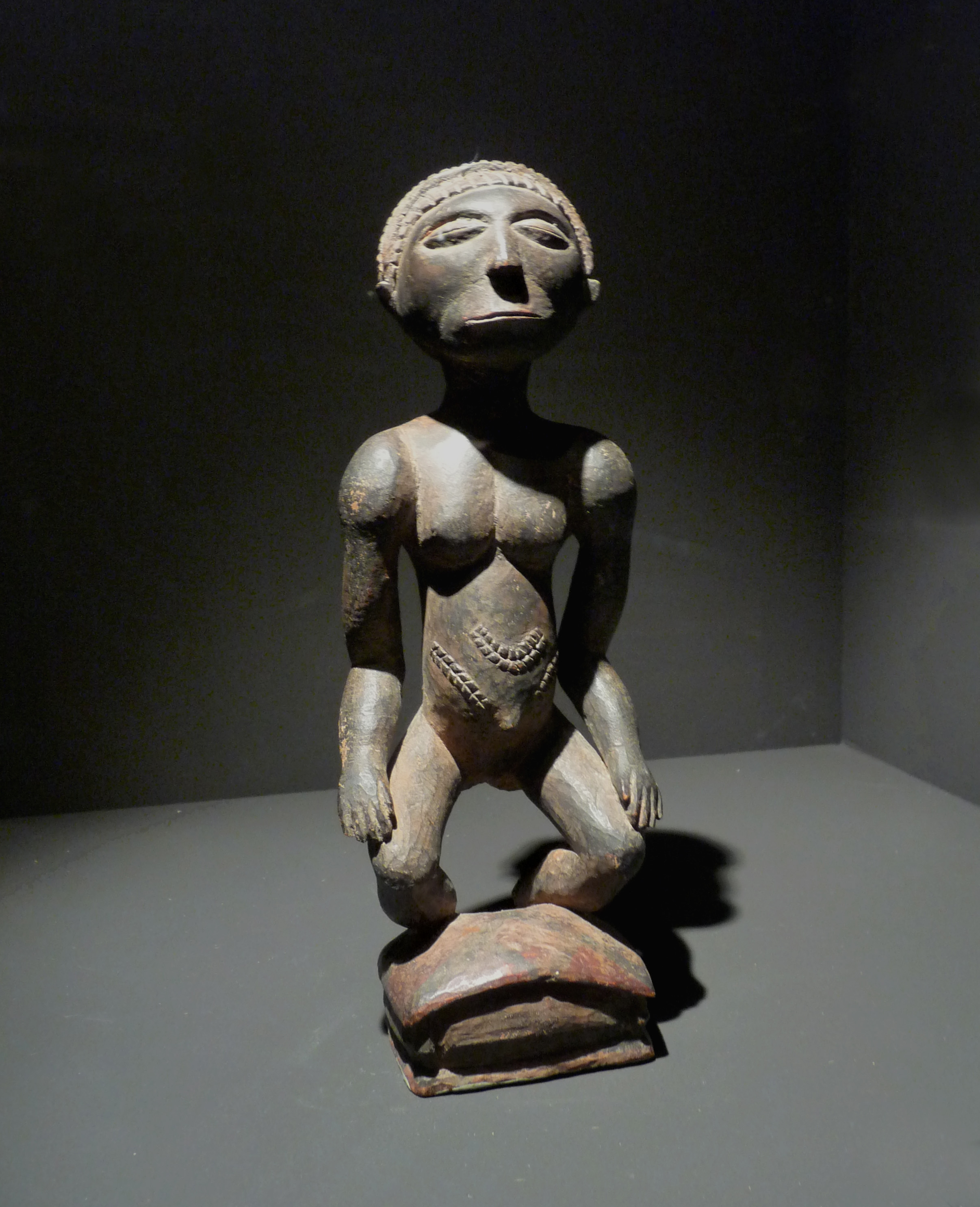
Statuette féminine de RDC.

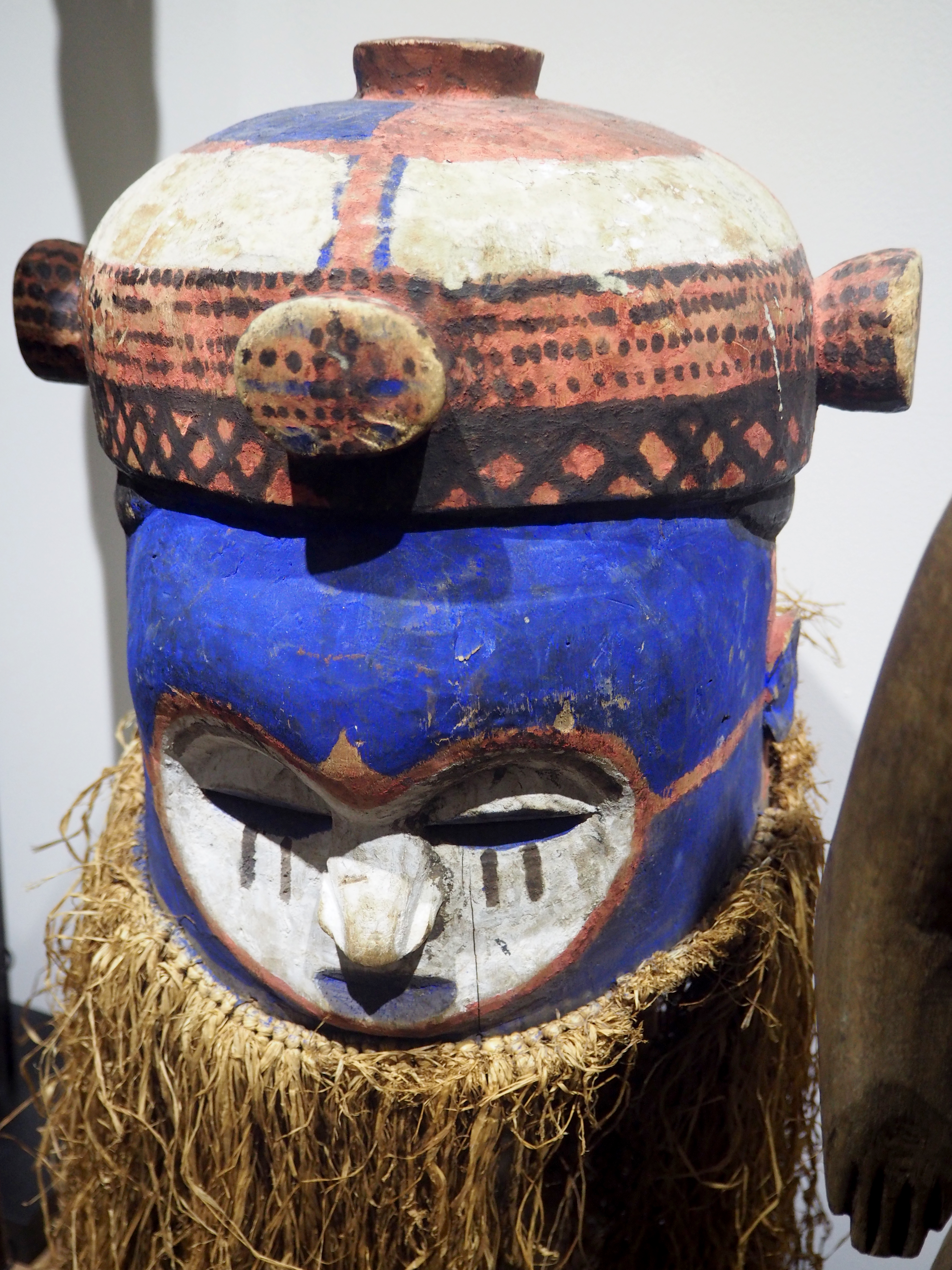
Masque heaume en Tanzanie.

Ils parlent le holoholo, une langue bantoue dont le nombre de locuteurs en République démocratique du Congo était estimé à 15 500 en 2002.